# Álvaro Moreno Aragón
Álvaro Moreno Aragón (Granada, 19 de septiembre de 1990) es un árbitro de fútbol español de la Segunda División de España. Pertenece al Comité de Árbitros de la Comunidad de Madrid.

## Temporadas
| Categoría          | País   | Año       | Partidos |
| ------------------ | ------ | --------- | -------- |
| Segunda División B | España | 2012-2017 | 69       |
| Segunda División   | España | 2017-     | 159      |